# 한쉬 (외교관)

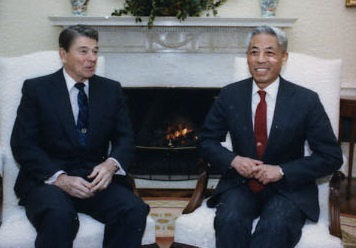
한쉬(오른쪽)와 미국 대통령 로널드 레이건이 오벌 오피스에 있는 모습 (1988년 12월 14일)

한쉬(韩叙, 1924년 5월 26일 ~ 1994년 7월 19일)는 1985년부터 1989년까지 주미 중국 대사, 1982년부터 1985년까지 중국 외교부 부부장을 역임한 중국 외교관이다.

## 경력
국공 내전에서 중국 공산당이 국민당에 승리한 후, 한쉬는 중화인민공화국 외교부에 합류하여 의전국 국장을 맡았으며, 1949년부터 1963년까지 이 직위를 맡았다. 1963년부터 1965년까지 한쉬는 모스크바 주재 중국대사관 제1서기관을 역임했다. 한쉬는 의정서 책임자로서 리처드 닉슨 미국 대통령의 역사적인 1972년 중국 방문을 도왔다. 헨리 키신저 미국 국무장관에 따르면 한 장관은 1971년 중국을 방문했을 때 그를 가장 먼저 영접한 인물이다.
1973년 한쉬는 워싱턴 D.C. 중국 연락판공실 제1차장으로 승진했다. 한쉬는 6년 동안 재직하면서 사교적인 태도와 유창한 영어 실력으로 워싱턴 내 많은 사람들에게 인기를 끌었다.
한쉬는 연락사무소 부대장을 거쳐 1982년 외교부 차관이 됐다. 한쉬는 대만 문제 해결을 위해 미국과 협력했다. 일련의 여행과 조지 H. W. 부시 부통령 간의 협상을 통해 두 정당은 미국의 대만에 대한 무기 판매를 줄이기 위한 제3차 성명에 서명했다.
1985년 한쉬는 워싱턴으로 돌아와 세 번째 주미 중국대사가 됐다. 1989년 천안문 광장 시위와 학살의 여파로 중국 정부와 주미 중국 대사관은 대응을 요구하는 목소리가 넘쳐났다. 베이징에서 열린 행사가 끝난 지 거의 3주가 지난 1989년 6월 24일, 한쉬는 뉴욕 타임스에 기사를 썼다. 그것은 정부의 조치를 압도적으로 지지하는 동시에 발생한 "불행한 인명 손실"을 인정했다. "유감스럽게도 양측 모두 인명 피해가 있었다. 이러한 전례 없는 도전에 직면한 다른 정부가 있었을지 궁금하다. 나보다 상황을 더 잘 처리했다."고 말했다.